# Poveljstvo Vojnega letalstva Združenih držav Amerike v Evropi
Poveljstvo Vojnega letalstva Združenih držav Amerike v Evropi (angleško United States Air Force in Europe; kratica USAFE) je poveljstvo, ki poveljuje vsem enotam Vojnega letalstva ZDA, ki so nastanjene v Evropi. USAFE je hkrati tudi COMAIRCENT.
Sedež poveljstva je v Ramsteinu (Nemčija).